# いわしげ孝
いわしげ 孝（いわしげ たかし、1954年〈昭和29年〉12月31日 - 2013年〈平成25年〉3月6日）は、日本の漫画家。鹿児島県鹿児島市出身。鹿児島県立鹿児島工業高等学校を経て二松學舍大学卒。血液型AB型。デビューから十数年は本名の岩重 孝（読みは同じ）で活動していた。

## 概要
高校時代の1970年（昭和45年）に『週刊少年ジャンプ』（集英社）の第5回新人漫画賞で「小さな命」が入選、審査員である本宮ひろ志から「彼の作品は生命が感じられるね」と評価された。この作品が翌1971年の同誌正月号に掲載され、デビューを果たす。
当時のいわしげは意欲的に漫画を描いており、同じ年に「スクラップ」も同誌の上期手塚賞で佳作に選ばれたほか、続く下期手塚賞でも「ブルースを歌う少女」が佳作に選ばれている。ただ、当時まだ高校生だったいわしげは、絵柄の荒々しさなど漫画の技術に未熟さを感じていたという。以降しばらくは学業に専念する。
高校卒業後、大学入学のために上京、書店でアルバイトをする傍ら漫画を描いた。
大学卒業後、『ビッグコミック』（小学館）に投稿を開始する。1978年に「忘れ雪」が第2回小学館新人コミック大賞で入選し、本格的にデビューする。
1980年（昭和55年）の梅雨時に、『ビッグコミック』の縁ではるき悦巳と知り合い、そのアシスタントとなる。同期にさかもと瓢作（坂本瓢作）がおり、はるきの作品である『じゃりン子チエ』の補助作業もさかもとと共に行った。並行していわしげは『ぼっけもん』を『ビッグコミックスピリッツ』で連載し、同作は1986年（昭和61年）に第31回小学館漫画賞に選ばれている。
1988年（昭和63年）から『ビッグコミックスピリッツ』にて『ジパング少年』を連載、同時にペンネームを本名の岩重孝からいわしげ孝に変更した。　
以降は『週刊ヤングサンデー』『ビッグコミックスペリオール』（共に小学館）に移り、『花マル伝』などを連載した。その後『モーニング』（講談社）での『まっすぐな道でさみしい』の連載などを経て、『ビッグコミック』にて『単身花日』を2006年から2008年4月まで連載、同年のうちに引き続き同誌にて『上京花日』の連載を開始した。
2013年3月6日、病気のために死去した。58歳没。遺作となった『上京花日』は、2010年より病気療養に入って休載し、2011年秋にいったん再開したものの、未完のまま2012年2月25日号掲載分が絶筆となった。

## 作品リスト
岩重孝名義
- ぼっけもん（ビッグコミックスピリッツ）
- うち、若葉!（ビッグコミックスピリッツ）
- 二匹のブル（原作：瀬叩龍、ビッグコミックスピリッツ）

いわしげ孝名義
- ジパング少年（ビッグコミックスピリッツ）
- ざっぺら（ビッグコミックスペリオール）
- ばんえい駆ける（ビッグコミックスペリオール）
- 花マル伝（ヤングサンデー）
主人公の花マルのクラスメートの杉矢は『単身花日』など、後の作品のモブシーンにもたびたび登場する。
- 怪人百面相（ビッグコミックスペリオール）
- 新・花マル伝 （週刊ヤングサンデー）
- まっすぐな道でさみしい -種田山頭火外伝- （モーニング）
- 青春の門 -筑豊編-（原作：五木寛之、モーニング）
- 単身花日 桜木舜の単身赴任・鹿児島（ビッグコミック）
- 上京花日（ビッグコミック、未完）